# Maó
Maó (em catalão e oficialmente Maó, em castelhano: Mahón) é um município da Espanha na ilha de Minorca, província e comunidade autónoma das Ilhas Baleares. Tem 117,2 km² de área e em 2021 tinha 29 578 habitantes (densidade: 252,4 hab./km²).
Era conhecida como Porto Magão no período romano. Algumas fontes indicam que a maionese teria se originado na cidade de Maó e depois levada para França após a Batalha de Minorca de 1756, na qual os franceses derrotaram os britânicos. O condimento era conhecido como salsa mahonesa em castelhano e maonesa em catalão, depois popularizando-se como mayonnaise na cozinha francesa.

## Demografia
| Variação demográfica do município entre 1991 e 2004 [carece de fontes?] | Variação demográfica do município entre 1991 e 2004 [carece de fontes?] | Variação demográfica do município entre 1991 e 2004 [carece de fontes?] | Variação demográfica do município entre 1991 e 2004 [carece de fontes?] |
| ----------------------------------------------------------------------- | ----------------------------------------------------------------------- | ----------------------------------------------------------------------- | ----------------------------------------------------------------------- |
| 1991                                                                    | 1996                                                                    | 2001                                                                    | 2004                                                                    |
| 21541                                                                   | 21884                                                                   | 23315                                                                   | 26536                                                                   |

## Património
- Igreja de Santa Maria (neogótica);
- Edifício da Câmara Municipal, com um relógio importado de Inglaterra em 1731;
- Casa natal de Mateu Orfila, cientista do século XIX;
- Teatro Principal de Maó, teatro mais antigo de Espanha. O edifício de 1829 possui Medalha de ouro de mérito das Belas Artes;
- Centro cultural Ca n’Oliver

## Produtos locais
Abarcas, gin, sobrasada, queijo e ensaimadas

## Ligação externa
- Teatro Principal de Maó
- Centro cultural Ca n’Oliver